# Parallelia uvarovi
Parallelia uvarovi är en fjärilsart som beskrevs av Edward P. Wiltshire 1949. Parallelia uvarovi ingår i släktet Parallelia och familjen nattflyn. Inga underarter finns listade i Catalogue of Life.